# Laust B. Pedersen
Laust Børsting Pedersen, född 1945 i Balling, Danmark, är en dansk geofysiker som är professor i fasta jordens fysik vid Uppsala universitet. Han invaldes 1992 som utländsk ledamot av Kungliga Vetenskapsakademien.

### Tryckt litteratur
- Kungl. Vetenskapsakademiens årsberättelse 1992 (Documenta no. 56). Stockholm: Kungl. Vetenskapsakademien. 1993. sid. 84. ISSN 0347-5719 Libris 3682164